# Синкретичне мистецтво
Синкрети́чне мисте́цтво — мистецтво, що поєднує в собі кілька різних видів, впливає на людину , використовуючи одразу кілька засобів. Синкретичність — типова ознака первісного мистецтва, у якому елементи різних мистецтв (музики, співу, танцю, словесного мистецтва) є неподільним цілим. Також синкретиним є такі сучасні види мистецтва як кіно чи більшість великих шоу, концерти багатьох музичних гуртів завдяки візуальній складовій (поведінці на сцені, костюмам, спецефектам) можна розглядати як синтетичне мистецтво. До синкретичного мистецтва можна також віднести оперету та, хоч і в меншій мірі, оперу.  